# The Case of Becky (film 1915)
The Case of Becky è un film muto del 1915 diretto da Frank Reicher. La sceneggiatura di Margaret Turnbull si basa sul lavoro teatrale The Case of Becky di David Belasco e Edward Locke.

## Trama
Dorothy, vittima dell'influenza che ha su di lei l'ipnotizzatore Balzamo, l'uomo che l'ha allevata, sviluppa una seconda personalità dal carattere malevolo di nome Becky. Quando Balzamo cerca di conquistare la ragazza, lei fugge via. Nel frattempo, il dottor Emerson, uno specialista in malattie nervose, incoraggia il dottor John Arnold ad usare i suoi poteri ipnotici per curare i malati e gli racconta che quei poteri sono pericolosi perché sua moglie era rimasta anni prima vittima di un ipnotizzatore, che l'aveva rapita. Dopo la morte della donna, si erano perse le tracce della sua bambina.
Dorothy, dopo la sua fuga, cerca dei lavori per vivere. Ma, quando li trova, riemerge la personalità di Becky che glieli fa perdere. Quando Dorothy diventa amica della sorella del dottor Emerson, si trasforma in Becky e il dottore diagnostica in lei un caso di doppia personalità. Arnold, che si è innamorato di Dorothy, è pronto a "uccidere" Becky ma, all'improvviso, riappare Balzamo che tenta di riprendere il controllo della giovane. Tra Balzamo e Arnold si instaura una lotta mentale che ha come vincitore il medico: Balzamo è costretto a confessare che Dorothy è la figlia di Emerson. Persi i suoi poteri, Balzamo se ne va via. Dorothy ora è libera di amare Arnold.

## Produzione
Il film fu prodotto dalla Jesse L. Lasky Feature Play Company.

### Soggetto
The Case of Becky, il lavoro teatrale di David Belasco e Edward Locke su cui si basa il film, era andato in scena a Broadway al Belasco Theatre dove aveva debuttato il 1º ottobre 1912.

## Distribuzione
Distribuito dalla Paramount Pictures, il film - presentato da David Belasco e da Jesse L. Lasky - uscì nelle sale cinematografiche statunitensi il 13 settembre 1915.
Copia completa della pellicola viene conservata negli archivi della Library of Congress di Washington.

## Altre versioni
Dal lavoro teatrale di Locke e Belasco furono tratte diverse versioni cinematografiche. 
- The Case of Becky, regia di Frank Reicher (1915)
- The Two-Soul Woman, regia di Elmer Clifton (1918)
- The Case of Becky, regia di Chester M. Franklin (1921)